# A Dangerous Man
A Dangerous Man (Brasil: Risco Absoluto / Portugal: Risco Total) é um filme estadunidense dos gêneros ação e thriller, dirigido por Keoni Waxman e estrelado por Steven Seagal.

## Sinopse
Liberado após seis anos preso por um crime que não cometeu, Shane Daniels (Steven Seagal) não demora a se meter novamente em encrenca. Ele testemunha um crime e para salvar uma jovem sequestrada se envolve com a máfia chinesa, russos e policiais corruptos.

## Elenco
- Steven Seagal - Shane Daniels
- Mike Dopud - Clark
- Byron Mann - Coronel
- Jesse Hutch - Sergey
- Marlaina Mah - Tia
- Vitaly Kravchenko - Vlad
- Byron Lawson - Mao
- Jerry Wasserman - Ritchie
- Vincent Cheng - Uncle Kuan
- Aidan Dee - Holly